# Viola prunellifolia
Viola prunellifolia är en violväxtart som beskrevs av Carl Sigismund Kunth. Viola prunellifolia ingår i släktet violer, och familjen violväxter. Inga underarter finns listade i Catalogue of Life.